# BTCC 2021
La stagione 2021 del British Touring Car Championship è stata la sessantaquattresima edizione del campionato gestito dalla ToCA. È iniziata il 9 maggio a Thruxton ed è terminata il 24 ottobre a Brands Hatch. Ashley Sutton, su Infiniti Q50, si è aggiudicato il suo terzo titolo piloti in carriera, mentre la sua scuderia, la Laser Tools Racing, si è aggiudicata il titolo scuderie e la BMW si è aggiudicata il titolo costruttori. Sutton e la Laser Tools Racing si sono inoltre aggiudicati rispettivamente il titolo piloti privati e il titolo scuderie private. Daniel Rowbottom, su Honda Civic Type R, si è aggiudicato il trofeo Jack Sears, mentre Colin Turkington, su BMW 330i MSport, si è aggiudicato il premio Wingfoot Goodyear.

## Piloti e scuderie
| Scuderia                                 | Vettura                            | #   | Pilota            | Classe | Gare         |
| ---------------------------------------- | ---------------------------------- | --- | ----------------- | ------ | ------------ |
| Laser Tools Racing                       | Infiniti Q50                       | 1   | Ashley Sutton     | P      | 1-10         |
| Laser Tools Racing                       | Infiniti Q50                       | 16  | Aiden Moffat      | P      | 1-10         |
| Laser Tools Racing                       | Infiniti Q50                       | 41  | Carl Boardley     | P      | 1-10         |
| Team BMW                                 | BMW 330i MSport                    | 2   | Colin Turkington  | U      | 1-10         |
| Team BMW                                 | BMW 330i MSport                    | 12  | Stephen Jelley    | U      | 1-10         |
| Team BMW                                 | BMW 330i MSport                    | 15  | Tom Oliphant      | U      | 1-10         |
| Car Gods with Ciceley Motorsport         | BMW 330i MSport                    | 3   | Tom Chilton       | P      | 1-10         |
| Car Gods with Ciceley Motorsport         | BMW 330i MSport                    | 33  | Adam Morgan       | P      | 1-10         |
| Racing with Wera & Photon Group          | Ford Focus ST                      | 4   | Sam Osborne       | U      | 1-10         |
| Racing with Wera & Photon Group          | Ford Focus ST                      | 20  | Paul Rivett       | U      | 5-6          |
| Racing with Wera & Photon Group          | Ford Focus ST                      | 21  | Jessica Hawkins   | U      | 2            |
| Racing with Wera & Photon Group          | Ford Focus ST                      | 44  | Andy Neate        | U      | 1, 3-4, 7-10 |
| MB Motorsport accelerated by Blue Square | Ford Focus ST                      | 24  | Jake Hill         | U      | 1-10         |
| MB Motorsport accelerated by Blue Square | Ford Focus ST                      | 48  | Ollie Jackson     | U      | 1-10         |
| Toyota Gazoo Racing UK                   | Toyota Corolla GR Sport            | 6   | Rory Butcher      | U      | 1-10         |
| Toyota Gazoo Racing UK                   | Toyota Corolla GR Sport            | 23  | Sam Smelt         | U      | 1-10         |
| Adrian Flux with Power Maxed Racing      | Vauxhall Astra                     | 11  | Jason Plato       | P      | 1-10         |
| Adrian Flux with Power Maxed Racing      | Vauxhall Astra                     | 123 | Daniel Lloyd      | P      | 1-10         |
| BTC Racing                               | Honda Civic Type R                 | 18  | Senna Proctor     | P      | 2-10         |
| BTC Racing                               | Honda Civic Type R                 | 27  | Dan Cammish       | P      | 1            |
| BTC Racing                               | Honda Civic Type R                 | 66  | Josh Cook         | P      | 1-10         |
| PHSC with BTC Racing                     | Honda Civic Type R                 | 99  | Jade Edwards      | P      | 1-10         |
| Team HARD with Autobrite Direct          | CUPRA Leon                         | 19  | Jack Mitchell     | P      | 4-10         |
| Team HARD with Autobrite Direct          | CUPRA Leon                         | 31  | Jack Goff         | P      | 1-10         |
| Team HARD with Autobrite Direct          | CUPRA Leon                         | 88  | Glynn Geddie      | P      | 1-3          |
| ROKiT Racing with iQuoto Online Trading  | CUPRA Leon                         | 28  | Nicolas Hamilton  | P      | 1-10         |
| Team HARD with HUB Financial Solutions   | CUPRA Leon                         | 40  | Árón Taylor-Smith | P      | 1-10         |
| Ginsters EXCELR8 with TradePriceCars.com | Hyundai i30 Fastback N Performance | 22  | Chris Smiley      | P      | 1-10         |
| Ginsters EXCELR8 with TradePriceCars.com | Hyundai i30 Fastback N Performance | 80  | Tom Ingram        | P      | 1-10         |
| EXCELR8 with TradePriceCars.com          | Hyundai i30 Fastback N Performance | 42  | Nick Halstead     | P      | 7            |
| EXCELR8 with TradePriceCars.com          | Hyundai i30 Fastback N Performance | 55  | Andy Wilmot       | P      | 10           |
| EXCELR8 with TradePriceCars.com          | Hyundai i30 Fastback N Performance | 62  | Rick Parfitt      | P      | 1-6, 8-9     |
| EXCELR8 with TradePriceCars.com          | Hyundai i30 Fastback N Performance | 96  | Jack Butel        | P      | 1-10         |
| Halfords Racing with Cataclean           | Honda Civic Type R                 | 32  | Daniel Rowbottom  | P      | 1-10         |
| Halfords Racing with Cataclean           | Honda Civic Type R                 | 52  | Gordon Shedden    | P      | 1-10         |

| Icona | Classe    |
| ----- | --------- |
| U     | Ufficiale |
| P     | Privato   |

## Calendario
| Gara | Gara | Circuito                   | Data         |
| ---- | ---- | -------------------------- | ------------ |
| 1    | G1   | Circuito di Thruxton       | 9 maggio     |
| 1    | G2   | Circuito di Thruxton       | 9 maggio     |
| 1    | G3   | Circuito di Thruxton       | 9 maggio     |
| 2    | G4   | Circuito di Snetterton     | 13 giugno    |
| 2    | G5   | Circuito di Snetterton     | 13 giugno    |
| 2    | G6   | Circuito di Snetterton     | 13 giugno    |
| 3    | G7   | Circuito di Brands Hatch   | 27 luglio    |
| 3    | G8   | Circuito di Brands Hatch   | 27 luglio    |
| 3    | G9   | Circuito di Brands Hatch   | 27 luglio    |
| 4    | G10  | Circuito di Oulton Park    | 1º agosto    |
| 4    | G11  | Circuito di Oulton Park    | 1º agosto    |
| 4    | G12  | Circuito di Oulton Park    | 1º agosto    |
| 5    | G13  | Circuito di Knockhill      | 15 agosto    |
| 5    | G14  | Circuito di Knockhill      | 15 agosto    |
| 5    | G15  | Circuito di Knockhill      | 15 agosto    |
| 6    | G16  | Circuito di Thruxton       | 29 agosto    |
| 6    | G17  | Circuito di Thruxton       | 29 agosto    |
| 6    | G18  | Circuito di Thruxton       | 29 agosto    |
| 7    | G19  | Circuito di Croft          | 19 settembre |
| 7    | G20  | Circuito di Croft          | 19 settembre |
| 7    | G21  | Circuito di Croft          | 19 settembre |
| 8    | G22  | Circuito di Silverstone    | 26 settembre |
| 8    | G23  | Circuito di Silverstone    | 26 settembre |
| 8    | G24  | Circuito di Silverstone    | 26 settembre |
| 9    | G25  | Circuito di Donington Park | 10 ottobre   |
| 9    | G26  | Circuito di Donington Park | 10 ottobre   |
| 9    | G27  | Circuito di Donington Park | 10 ottobre   |
| 10   | G28  | Circuito di Brands Hatch   | 24 ottobre   |
| 10   | G29  | Circuito di Brands Hatch   | 24 ottobre   |
| 10   | G30  | Circuito di Brands Hatch   | 24 ottobre   |

## Risultati e classifiche

### Gare
| Gara | Circuito       | Pole position    | Giro veloce      | Pilota vincitore | Scuderia vincitrice                      | Vincitore privato | Vincitore JST    |
| ---- | -------------- | ---------------- | ---------------- | ---------------- | ---------------------------------------- | ----------------- | ---------------- |
| 1    | Thruxton       | Ashley Sutton    | Josh Cook        | Josh Cook        | BTC Racing                               | Josh Cook         | Daniel Rowbottom |
| 2    | Thruxton       |                  | Josh Cook        | Josh Cook        | BTC Racing                               | Josh Cook         | Daniel Rowbottom |
| 3    | Thruxton       |                  | Josh Cook        | Ashley Sutton    | Laser Tools Racing                       | Ashley Sutton     | Sam Osborne      |
| 4    | Snetterton     | Colin Turkington | Colin Turkington | Colin Turkington | Team BMW                                 | Tom Ingram        | Daniel Rowbottom |
| 2    | Snetterton     |                  | Ashley Sutton    | Ashley Sutton    | Laser Tools Racing                       | Ashley Sutton     | Daniel Rowbottom |
| 3    | Snetterton     |                  | Gordon Shedden   | Tom Ingram       | Ginsters EXCELR8 with TradePriceCars.com | Tom Ingram        | Daniel Rowbottom |
| 7    | Brands Hatch   | Daniel Rowbottom | Gordon Shedden   | Tom Oliphant     | Team BMW                                 | Gordon Shedden    | Daniel Rowbottom |
| 8    | Brands Hatch   |                  | Josh Cook        | Tom Ingram       | Ginsters EXCELR8 with TradePriceCars.com | Tom Ingram        | Daniel Rowbottom |
| 9    | Brands Hatch   |                  | Rory Butcher     | Adam Morgan      | Car Gods with Ciceley Motorsport         | Adam Morgan       | Daniel Rowbottom |
| 10   | Oulton Park    | Senna Proctor    | Daniel Rowbottom | Daniel Rowbottom | Halfords Racing with Cataclean           | Daniel Rowbottom  | Daniel Rowbottom |
| 11   | Oulton Park    |                  | Tom Ingram       | Rory Butcher     | Toyota Gazoo Racing UK                   | Daniel Rowbottom  | Daniel Rowbottom |
| 12   | Oulton Park    |                  | Tom Ingram       | Senna Proctor    | BTC Racing                               | Senna Proctor     | Daniel Rowbottom |
| 13   | Knockhill      | Colin Turkington | Colin Turkington | Colin Turkington | Team BMW                                 | Senna Proctor     | Daniel Rowbottom |
| 14   | Knockhill      |                  | Ashley Sutton    | Ashley Sutton    | Laser Tools Racing                       | Ashley Sutton     | Carl Boardley    |
| 15   | Knockhill      |                  | Rory Butcher     | Tom Ingram       | Ginsters Excelr8 with TradePriceCars.com | Tom Ingram        | Daniel Rowbottom |
| 16   | Thruxton       | Daniel Rowbottom | Josh Cook        | Josh Cook        | BTC Racing                               | Josh Cook         | Daniel Rowbottom |
| 17   | Thruxton       |                  | Josh Cook        | Ashley Sutton    | Laser Tools Racing                       | Ashley Sutton     | Jack Butel       |
| 18   | Thruxton       |                  | Tom Ingram       | Adam Morgan      | Car Gods with Ciceley Motorsport         | Adam Morgan       | Daniel Rowbottom |
| 19   | Croft          | Aiden Moffat     | Josh Cook        | Aiden Moffat     | Laser Tools Racing                       | Aiden Moffat      | Carl Boardley    |
| 20   | Croft          |                  | Tom Chilton      | Jake Hill        | MB Motorsport accelerated by Blue Square | Jake Hill         | Sam Osborne      |
| 21   | Croft          |                  | Ashley Sutton    | Colin Turkington | Team BMW                                 | Gordon Shedden    | Daniel Rowbottom |
| 22   | Silverstone    | Rory Butcher     | Ashley Sutton    | Rory Butcher     | Toyota Gazoo Racing UK                   | Tom Ingram        | Daniel Rowbottom |
| 23   | Silverstone    |                  | Senna Proctor    | Rory Butcher     | Toyota Gazoo Racing UK                   | Tom Ingram        | Daniel Rowbottom |
| 24   | Silverstone    |                  | Jake Hill        | Jake Hill        | MB Motorsport accelerated by Blue Square | Daniel Lloyd      | Daniel Rowbottom |
| 25   | Donington Park | Senna Proctor    | Ashley Sutton    | Gordon Shedden   | Halfords Racing with Cataclean           | Gordon Shedden    | Sam Osborne      |
| 26   | Donington Park |                  | Colin Turkington | Gordon Shedden   | Halfords Racing with Cataclean           | Gordon Shedden    | Daniel Rowbottom |
| 27   | Donington Park |                  | Colin Turkington | Colin Turkington | Team BMW                                 | Aiden Moffat      | Daniel Rowbottom |
| 28   | Brands Hatch   | Senna Proctor    | Gordon Shedden   | Josh Cook        | BTC Racing                               | Josh Cook         | Daniel Rowbottom |
| 29   | Brands Hatch   |                  | Daniel Rowbottom | Josh Cook        | BTC Racing                               | Josh Cook         | Daniel Rowbottom |
| 30   | Brands Hatch   |                  | Jake Hill        | Ashley Sutton    | Laser Tools Racing                       | Ashley Sutton     | Daniel Rowbottom |